# Bollwerk
Le Bollwerk est une tour, vestige des anciennes fortifications de la ville de Mulhouse, qui se trouve au quartier Nordfeld non loin de la tour de l'Europe.

## Présentation
Bollwerk (qui a donné « boulevard » au français) signifie « bastion » en allemand, et a porté durant son histoire plusieurs noms différents. D'abord « Neuensteinerturm » vers 1390 (du nom d'une famille habitant non loin de la tour), puis « tour Hugues Walch » dans les années 1400 (même explication), puis « tour de l'âne » vers 1700 (le meunier de la porte de Bâle possédait non loin une maison à l'enseigne de l'âne), puis enfin « tour du cochon » vers 1850 (l'abattoir se trouvant juste à côté) avant de porter son nom actuel vers 1900.
Son sommet était autrefois orné de créneaux, puis transformé en toit plat à quatre pente vers 1700 avant d'être doté de son toit à la forme actuelle en 1890. Le mur d'enceinte dont faisait partie le Bollwerk a été démoli en 1840. La fresque (datant de 1893) qui orne la tour est de Ferdinand Wagner et représente le bourgmestre Ulrich de Dornach lors de l’attaque de Mulhouse par Martin Malterer en 1385. Elle a été restaurée dans les années 1970 par Bernard Latuner. 
Aujourd'hui la tour représente un peu l'histoire de la ville car c'est l'un des rares vestiges conservés jusqu'à aujourd'hui. L'on dénomme parfois Mulhouse sous le nom de « cité du Bollwerk ». 
Depuis 2006 le tramway de Mulhouse passe juste aux abords de la tour.
L'édifice fait l'objet d'un classement au titre des monuments historiques depuis le 6 décembre 1898.